# Sebastjan Vrhovnik
Sebastjan Vrhovnik, slovenski zborovodja, * 1978.
Trenutno vodi Komorni zbor Akademije za glasbo Univerze v Ljubljani, Mešani pevski zbor Glasbene matice Ljubljana in je stalni gostujoči dirigent pri Zboru Slovenske filharmonije.

## Šolanje
Z letom 1986 je začel obiskovati nižjo glasbeno šolo v Kamniku, in sicer pouk klavirja pri prof. Mariji Holcar. Pod njenim mentorstvom se je udeleževal regionalnih in državnih tekmovanj ter se z njih vračal s priznanji in nagradami. Po zaključeni Srednji glasbeni in baletni šoli (splošna teoretska smer, 1997; petje, 2003) se je vpisal na Akademijo za glasbo v Ljubljani, kjer je na Oddelku za glasbeno pedagogiko leta 2004 diplomiral z zborovskim koncertom pod mentorstvom doc. Marka Vatovca. Svojo profesionalno pot je usmeril v študij zborovskega dirigiranja v razredu prof. Johannesa Prinza na Univerzi za glasbo in uprizoritvene umetnosti v Gradcu (Avstrija), ki ga je z odliko zaključil leta 2008, danes pa ga nadaljuje na magistrski stopnji. Od leta 2006 je asistent za zborovsko dirigiranje na Akademiji za glasbo v Ljubljani, od leta 2009 pa hkrati dirigent Akademskega pevskega zbora Tone Tomšič Univerze v Ljubljani.

## Cantemus
Jeseni 2000 je za nadaljnih 6 let prevzel vodenje Mešanega pevskega zbora Cantemus iz Kamnika, s katerim je na državnem zborovskem tekmovanju Naša pesem v Mariboru že v prvih zamahih – v letih 2001 in 2003 – osvojil zlati plaketi, kar uvršča njegov ansambel v sam vrh slovenskega zborovskega poustvarjanja. Ob tem mu je leta 2001 žirija dodelila tudi posebno nagrado – nagrado za najbolj perspektivnega zborovodjo tekmovanja. Leta 2004 je z MePZ Cantemus posnel zgoščenko z naslovom »Most«. Julija 2005 se je z MePZ Cantemus udeležil mednarodnega zborovskega tekmovanja v Spittalu (Avstrija), kjer se je zbor uvrstil na drugo mesto ter prejel posebno nagrado publike.
Z MePZ Cantemus je aprila 2006 na mednarodnem tekmovanju v Mariboru dosegel 3. mesto, poleg tega pa je dobil še priznanje za najboljšo izvedbo obvezne skladbe Jesen svatuje Sama Vremšaka in posebno nagrado za najboljši slovenski zbor. Junija pa je prav tako z MePZ Cantemus iz Kamnika na mednarodnem tekmovanju v Mernesu v Nemčiji dosegel 1. mesto.

## UPZ Slovenije Emil Adamič
Med letoma 2003 in 2008 je vodil Učiteljski pevski zbor Slovenije »Emil Adamič«, katerega naloga je poleg poustvarjanja glasbenih del tudi skrb za permanentno izobraževanje glasbenih pedagogov iz vse Slovenije. Na regijskem tekmovanju pevskih zborov, v novembru 2004, je zbor prejel zlato plaketo in posebno priznanje za najboljšo izvedbo skladbe, napisano od 20. stoletja do danes. Na prvem mednarodnem tekmovanju učiteljskih pevskih zborov Evrope v Ostrówu Wielkopolskem v oktobru 2006, je  Učiteljski pevski zbor Emil Adamič osvojil prvo mesto. Na mednarodnem zborovskem tekmovanju v Bad Ischlu (Avstrija) so istega leta zasedli 1. mesto in posebno priznanje za izvedbo skladbe Pie Jesu Ambroža Čopija. Leta 2008 so na mednarodnem zborovskem festivalu v Ohridu (Makedonija) dobili posebno priznanje za visoko umetniško izvedbo programa.

## APZ Tone Tomšič
Pod vodstvom Sebastjana Vrhovnika je APZ Tone Tomšič osvojil že kar nekaj odličij: julija 2010 je na mednarodnem festivalu v španskem Cantonigrosu osvojil dve 2. mesti (v kategorijah mešanih zborov ter ljudskih skladb), oktobra istega leta pa na mednarodnem tekmovanju Rimini v Italiji 1. mesto v kategoriji mešanih zborov, 1. mesto v kategoriji ljudskih skladb in Veliko nagrado mesta Rimini. Aprila 2011 se je zbor udeležil mednarodnega tekmovanja v Corku na Irskem, kjer je osvojil 1. mesto v kategoriji mešanih zborov in posebno nagrado Heinrich Schütz Perpetual Trophy za skladbo “Die Mit Tränen Säen” Heinricha Schütza.
Julija 2012 je v avstrijskem Spittalu prejel prvo nagrado v kategoriji umetne pesmi ter drugo v kategoriji ljudske pesmi, avgusta istega leta pa je v Arezzu zmagal na tekmovanju Polifonico, prejel Grand Prix Arezzo ter se s tem uvrstil v finale za Grand Prix Evrope.

## Ostali uspehi
Poleg omenjenih priznanj za umetniške uspehe je Sebastjan Vrhovnik dosegel vidne rezultate in pozitivne kritike tudi z Vokalno skupino Ecce (državno tekmovanje malih vokalnih skupin v Slovenski Bistrici, 2007: 1. mesto; tematski koncert Živalski madrigalizmi) in z Mešanim pevskim zborom Glasbene matice Ljubljana (2007/2008), leta 2005 pa je za svoje delovanje na področju kulture prejel tudi bronasto priznanje občine Kamnik in leta 2006 študentsko Prešernovo nagrado za diplomsko delo.Enega izmed vrhuncev njegovega umetniškega poustvarjanja predstavlja izvedba Pasijona po Janezu Johanna Sebastiana Bacha, ki ji je leta 2009 dirigiral v Gradcu v okviru magistrskega študija. Za scensko izvedbo, ki jo je vodil režiser Christian Pöppelreiter in ki je bila vključena v koncertni abonma Mumut, je Sebastjan Vrhovnik prejel pozitivne kritike in s tem utrdil svojo dirigentsko in interpretativno pot.
1. ↑  »Sebastjan VRHOVNIK, izr. prof. - Akademija za glasbo«. www.ag.uni-lj.si. Pridobljeno 2. novembra 2021.